# 静波駅
静波駅（しずなみえき）は、かつての静岡県榛原郡榛原町（現・牧之原市）にあった、静岡鉄道駿遠線の駅である。

## 概要
かつては遠州川崎駅から続く川崎通り（田沼街道）の商店街があり、人家も多く、沿線では最も賑やかなところだった。榛原高校（旧制時代は榛原中学）への下車駅だった。
現在、静波駅の跡地には廃線後に移転してきた榛原郵便局がある。郵便局の横を通過する道路（県道と交差する）は駿遠線の廃止後に拡張された。

## 隣の駅
静岡鉄道駿遠線
細江駅 - 静波駅 - 榛原町駅